# Leopold Julian Kronenberg

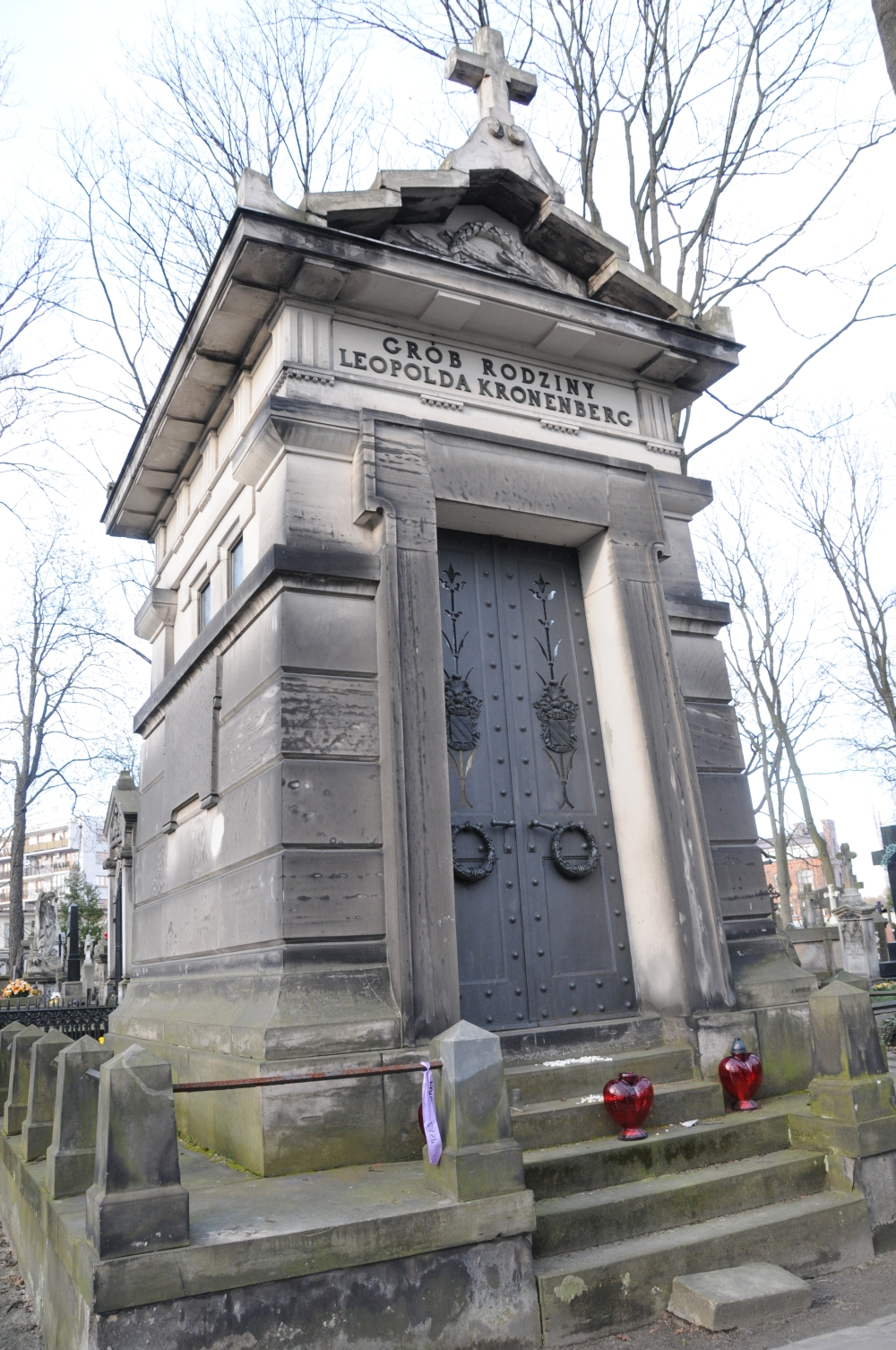
Grób Leopolda Juliana Kronenberga na cmentarzu Powązkowskim w Warszawie

Baron Leopold Julian Kronenberg herbu Strugi (ur. 27 lipca 1849 w Warszawie, zm. 23 lutego 1937 w Brzeziu) – polski finansista, bankier i działacz gospodarczy żydowskiego pochodzenia.

## Życiorys
Urodził się jako syn bankiera Leopolda Stanisława Kronenberga (1812–1878) i Ernestyny Rozalii Leo (1827–1893, córki Leopolda Augusta Leo). Leopold Julian Kronenberg miał pięcioro rodzeństwa: Stanisława Leopolda, Władysława Edwarda, Teklę Julię, Marię Różę i Różę Marię Karolinę.
Ukończył studia na Wydziale Prawa Szkoły Głównej w Warszawie i studium rolnicze w Bonn i Poppelsdorfie. Był dyrektorem petersburskiej filii Banku Handlowego w Warszawie, a po chorobie brata Stanisława przejął w 1887 zarządzanie nad należącymi do rodziny przedsiębiorstwami, w tym Bankiem Handlowym w Warszawie i Koleją Warszawsko-Terespolską oraz Nadwiślańską. Był prezesem Kolei Warszawsko-Wiedeńskiej. W 1896 roku otworzył filię banku w Częstochowie. Był również właścicielem dóbr Strugi.
W 1893 roku otrzymał dziedziczny tytuł barona cesarstwa. W latach 1905–1918 był członkiem Towarzystwa Kursów Naukowych, od 28 XII 1905 do 23 V 1906 także członkiem Zarządu TKN.
W latach 1907–1910 pełnił mandat posła w rosyjskiej Radzie Państwa. Był członkiem Stronnictwa Polityki Realnej.
Był jednym z fundatorów, a następnie prezesem zarządu Filharmonii Warszawskiej. Wspierał także m.in. utworzenie Instytutu Politechnicznego oraz budowę pomnika Adama Mickiewicza.
Po odzyskaniu niepodległości wyprowadził się z Warszawy. Chcąc być pochowanym koło żony na Powązkach (kwatera 19-1/2-28), na krótko przed śmiercią przeszedł z wyznania ewangelicko-reformowanego na katolickie. Zmarł 23 lutego 1937 w majątku Brzezie.
Jego żoną była śpiewaczka Józefina Reszke. Mieli dwoje dzieci:
1. Leopolda Jana Kronenberga (1891–1971), który po 1945 roku osiadł w USA, ostatniego z rodu.
2. Józefinę Kronenberg (1889–1969), zamężną Kowalewską, bezdzietną.

## Odznaczenia
- Krzyż Komandorski Orderu Odrodzenia Polski – 2 maja 1924[10] „w uznaniu zasług, położonych dla Rzeczypospolitej Polskiej na polu pracy społecznej i filantropijnej”[11]